# Telekamery 2021
Telekamery 2021 – nagrody i nominacje 24. plebiscytu Telekamery „Tele Tygodnia” za rok 2020 dla postaci i wydarzeń telewizyjnych. Nominacje ogłoszono 28 grudnia 2020. Nagrody zostały przyznane w 11 kategoriach podczas gali, która odbyła się 10 marca 2021 w Teatrze Polskim w Warszawie. Galę poprowadzili Katarzyna Zielińska i Kacper Kuszewski. Uroczystość była emitowana przez TV Puls.

## Nagrody i nominacje
Opracowano na podstawie materiału źródłowego.

### Aktorka
- 1. Małgorzata Socha - BrzydUla, Na Wspólnej i Przyjaciółki, TVN 7, TVN i Polsat
- 2. Magdalena Cielecka – Chyłka. Kasacja, TVN
- 3. Agnieszka Sienkiewicz – Przyjaciółki, Polsat
- Weronika Humaj – Stulecie Winnych i Ojciec Mateusz, TVP1
- Anna Karczmarczyk – Ludzie i bogowie, TVP1

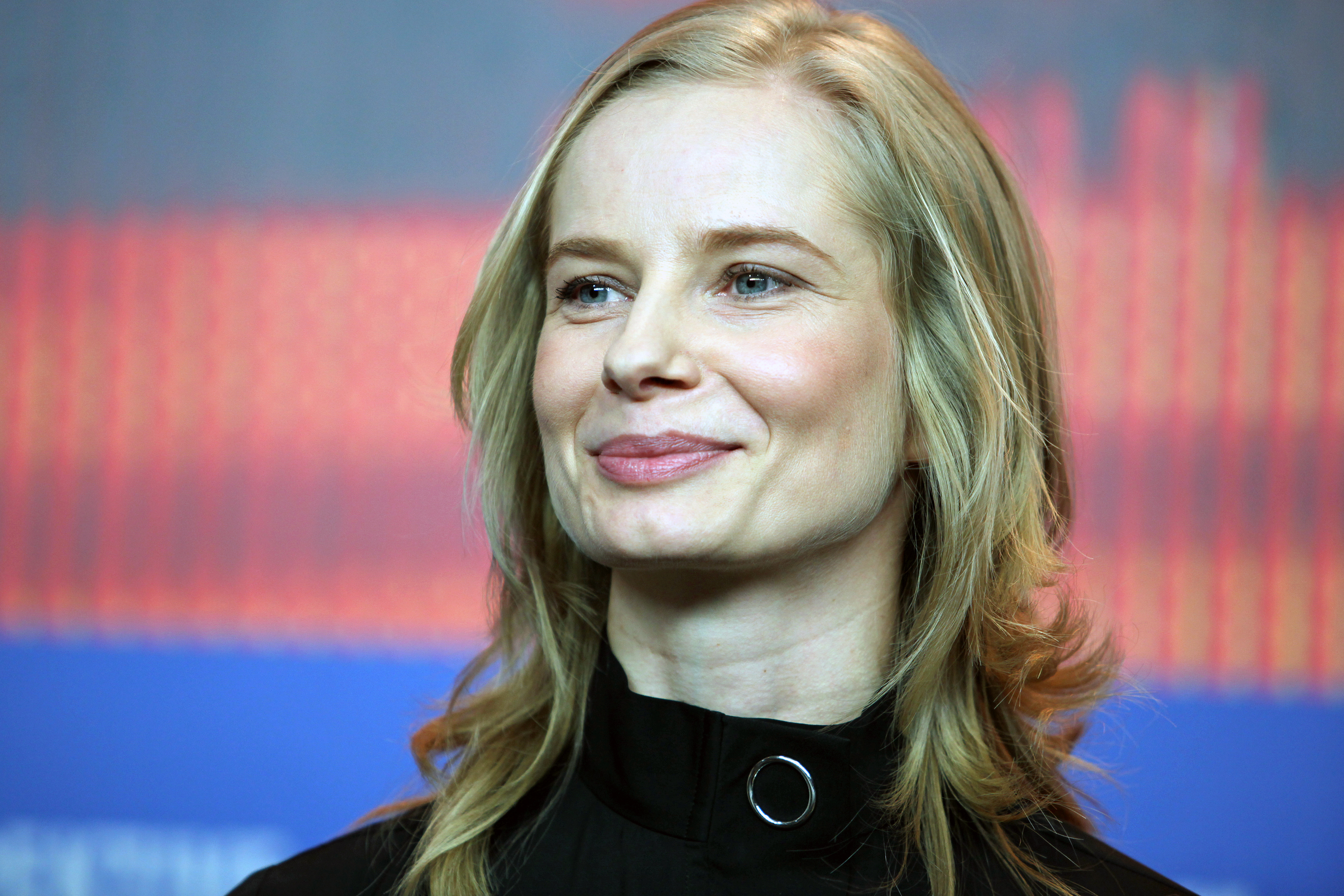
Magdalena Cielecka
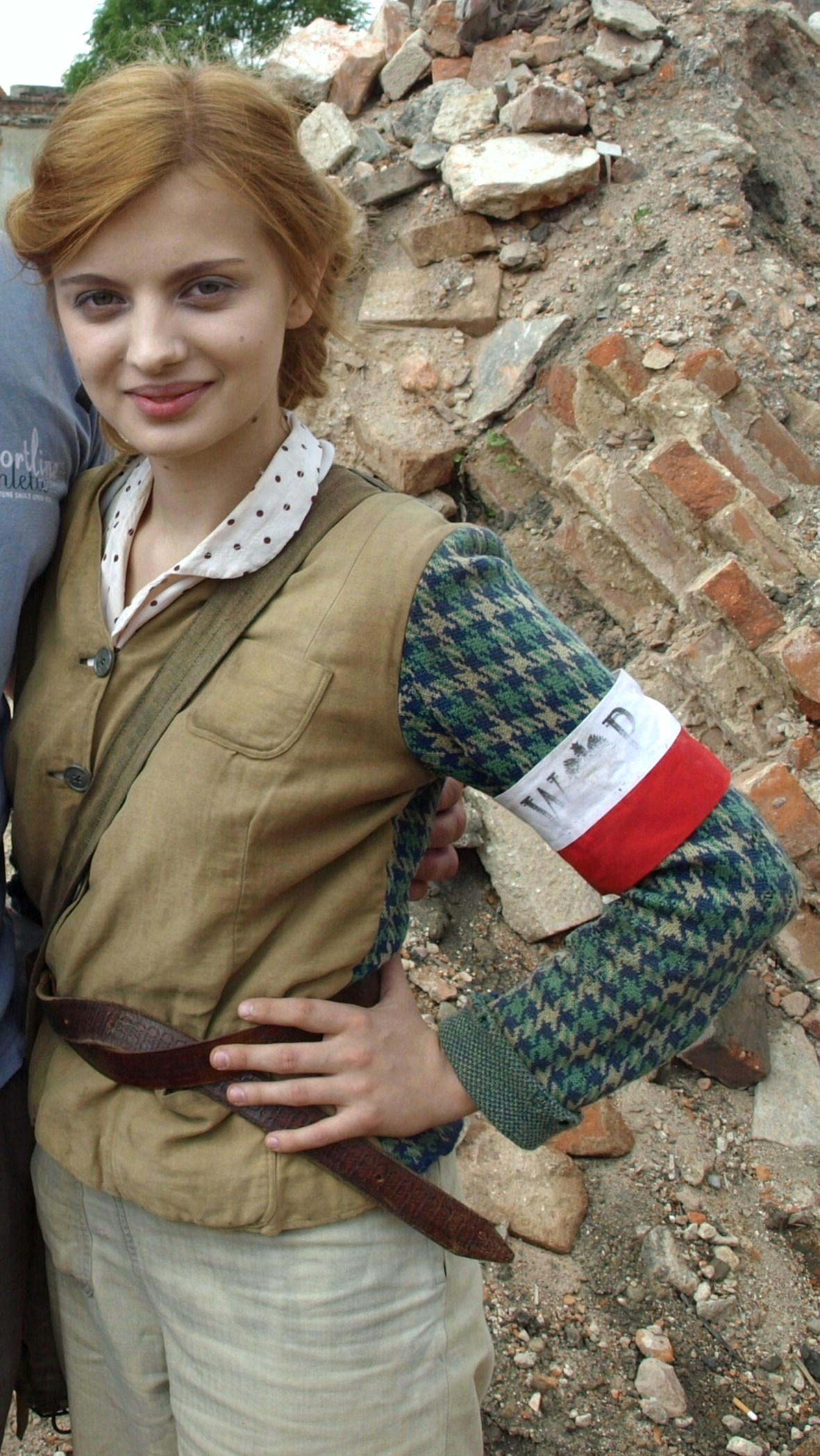
Weronika Humaj
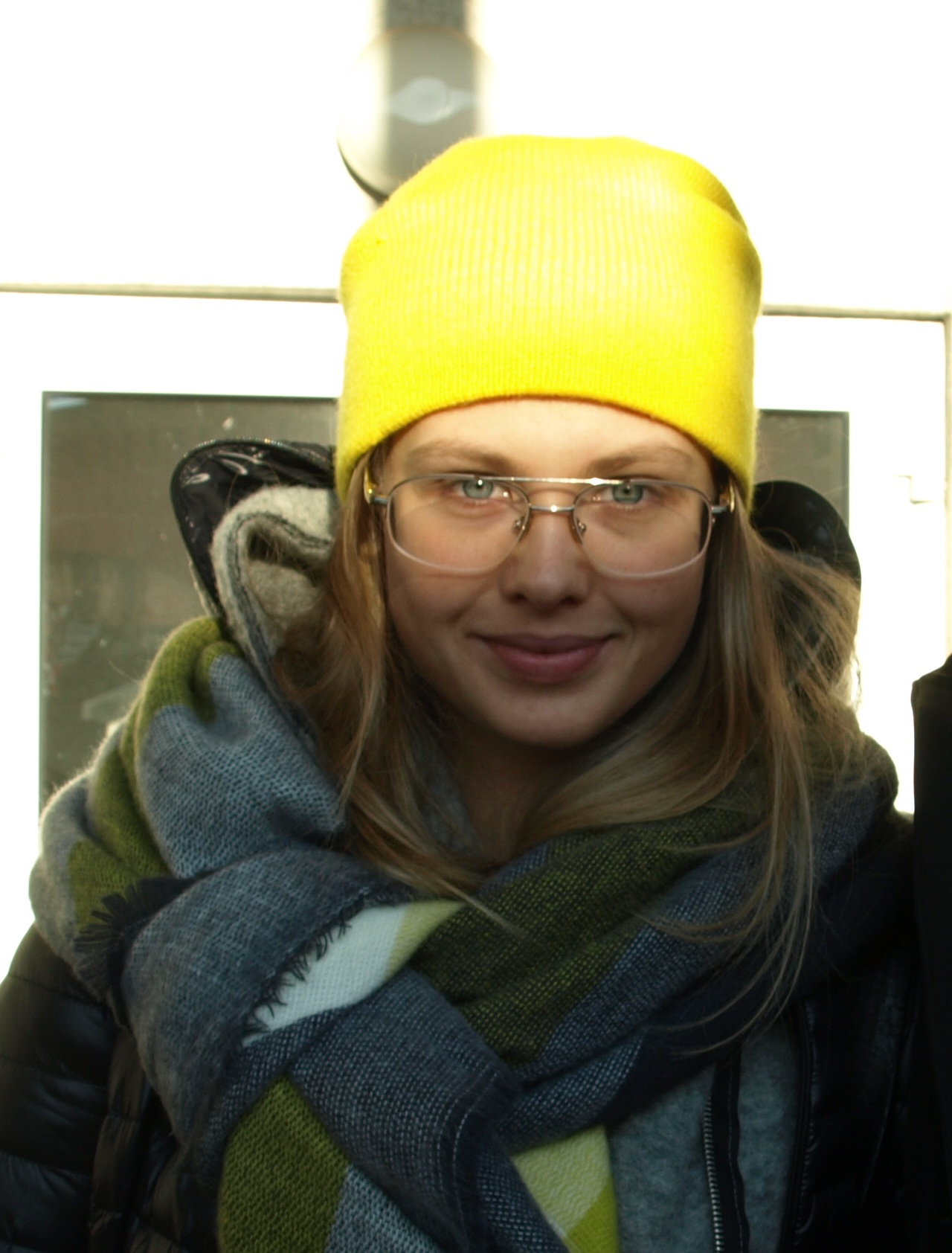
Anna Karczmarczyk
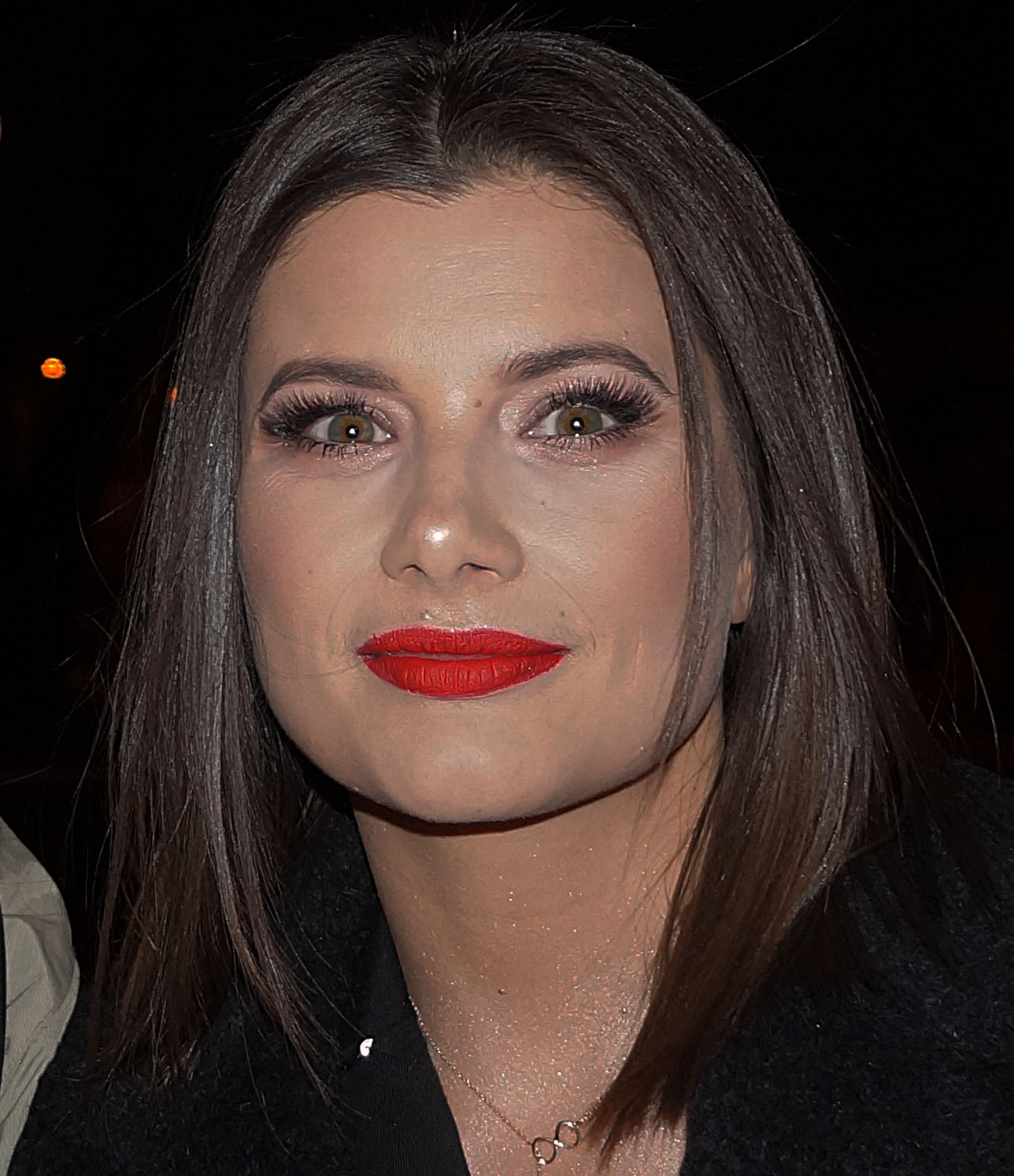
Agnieszka Sienkiewicz
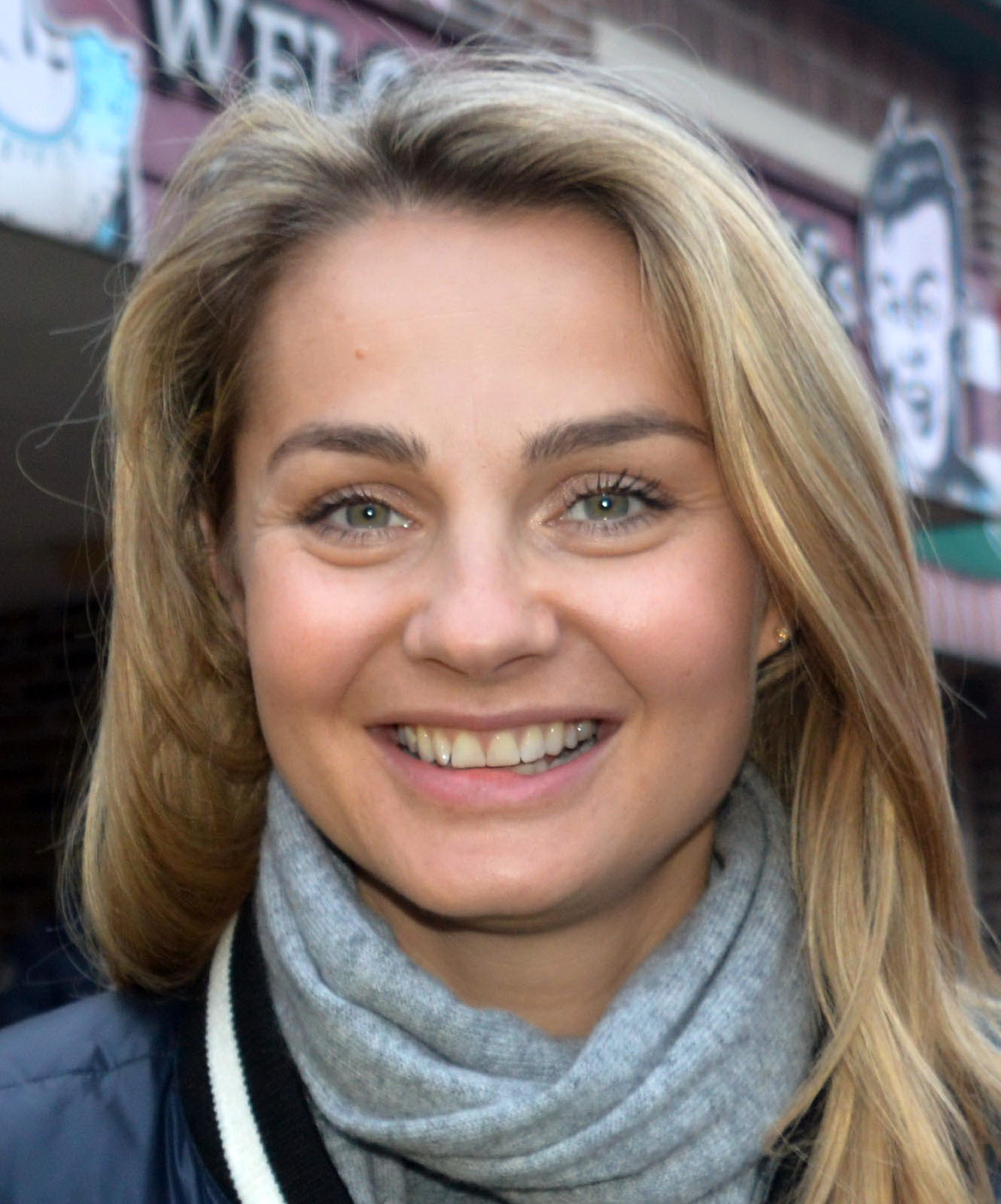
Małgorzata Socha

### Aktor
- 1. Maciej Stuhr – Szadź, TVN
- 2. Filip Bobek – BrzydUla, Na dobre i na złe i W rytmie serca, TVN 7, TVP2 i Polsat
- 3. Jan Wieczorkowski – Stulecie Winnych, Pierwsza miłość i Przyjaciółki, TVP1 i Polsat
- Marcin Korcz – O mnie się nie martw i  Przyjaciółki, TVP2 i Polsat
- Henryk Talar – Archiwista i Leśniczówka, TVP1

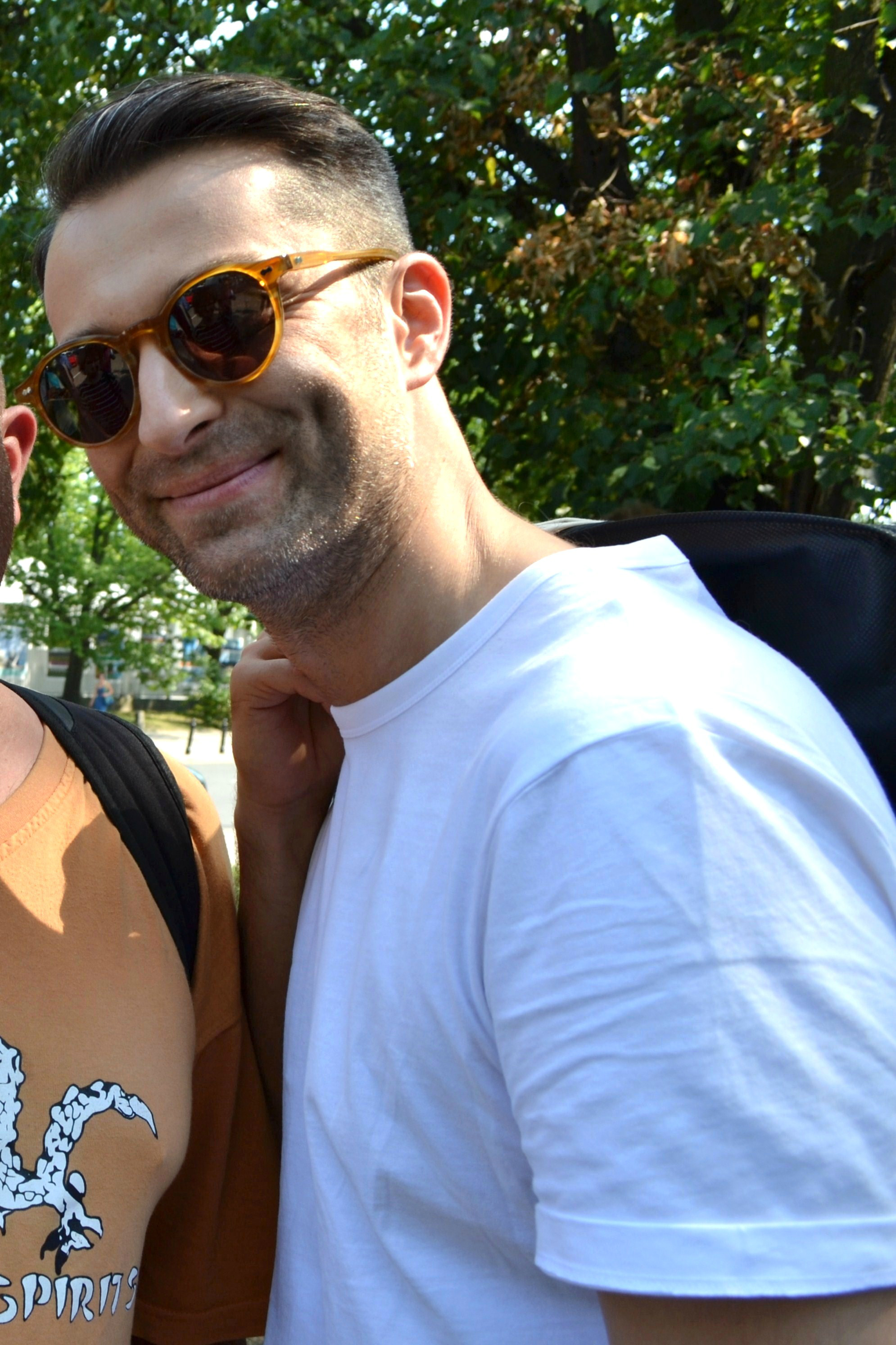
Filip Bobek
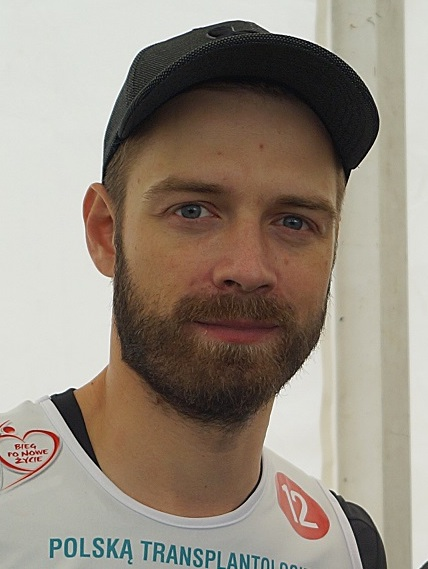
Marcin Korcz
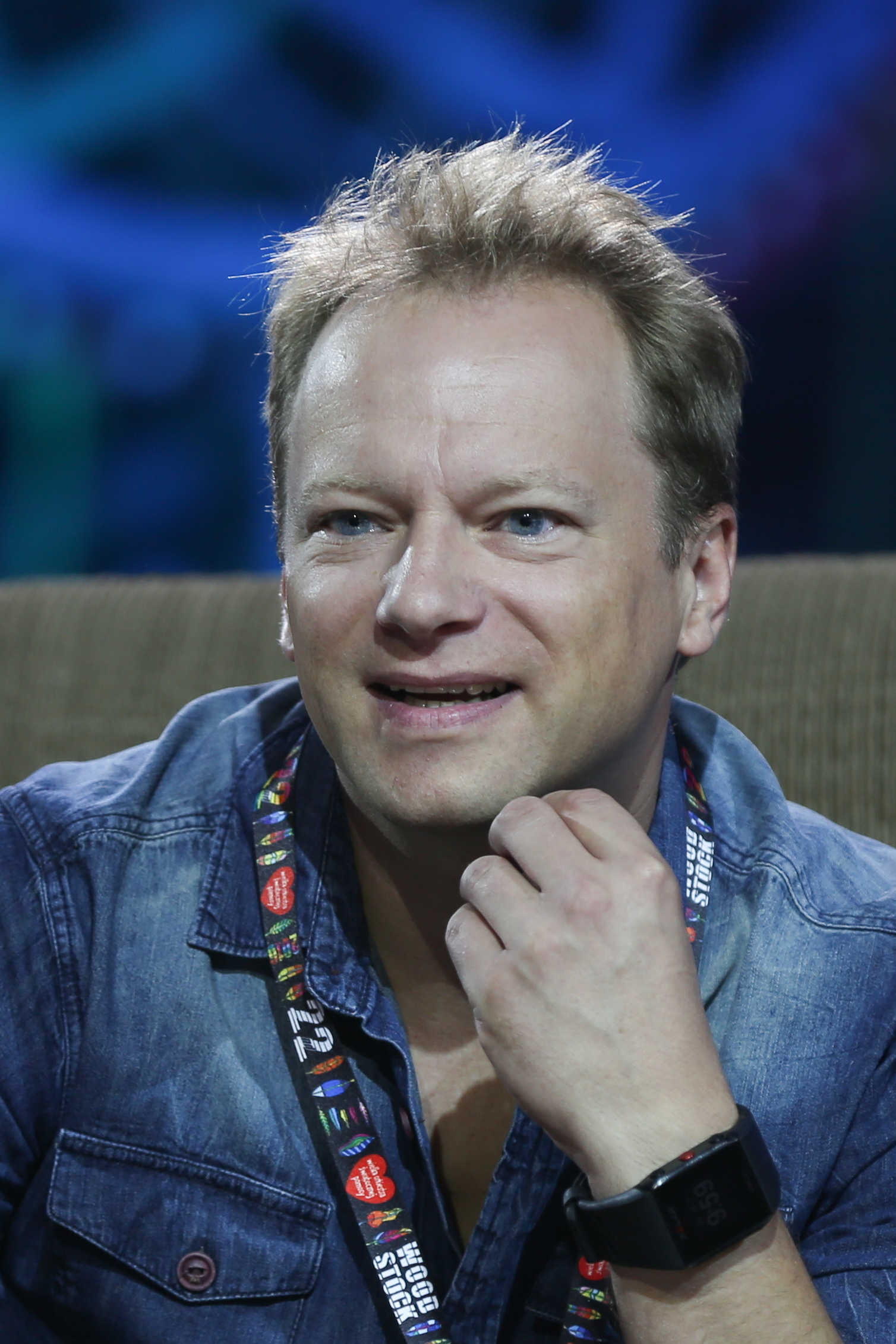
Maciej Stuhr
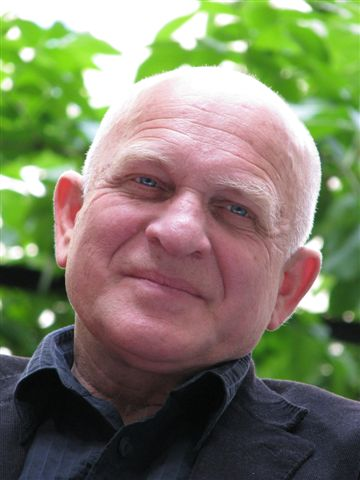
Henryk Talar
Jan Wieczorkowski

### Serial
- 1. BrzydUla – TVN 7
- 2. Stulecie Winnych – TVP1
- 3. Szadź – TVN
- Leśniczówka – TVP1
- Ludzie i bogowie – TVP1
- Przyjaciółki – Polsat

### Osobowość telewizyjna
- 1. Przemysław Kossakowski – Down the road. Zespół w trasie, TTV
- 2. Marcin Prokop – Lego Masters i Dzień dobry TVN, TVN
- 3. Katarzyna Dowbor – Nasz nowy dom i zapowiedzi spikerskie, Polsat
- Karolina Gilon – Ninja Warrior Polska, Love Island. Wyspa miłości i zapowiedzi spikerskie, Polsat
- Ida Nowakowska – Pytanie na śniadanie, Ameryka da się lubić, The Voice Kids i zapowiedzi spikerskie, TVP2
- Rafał Brzozowski – Jaka to melodia?, TVP1

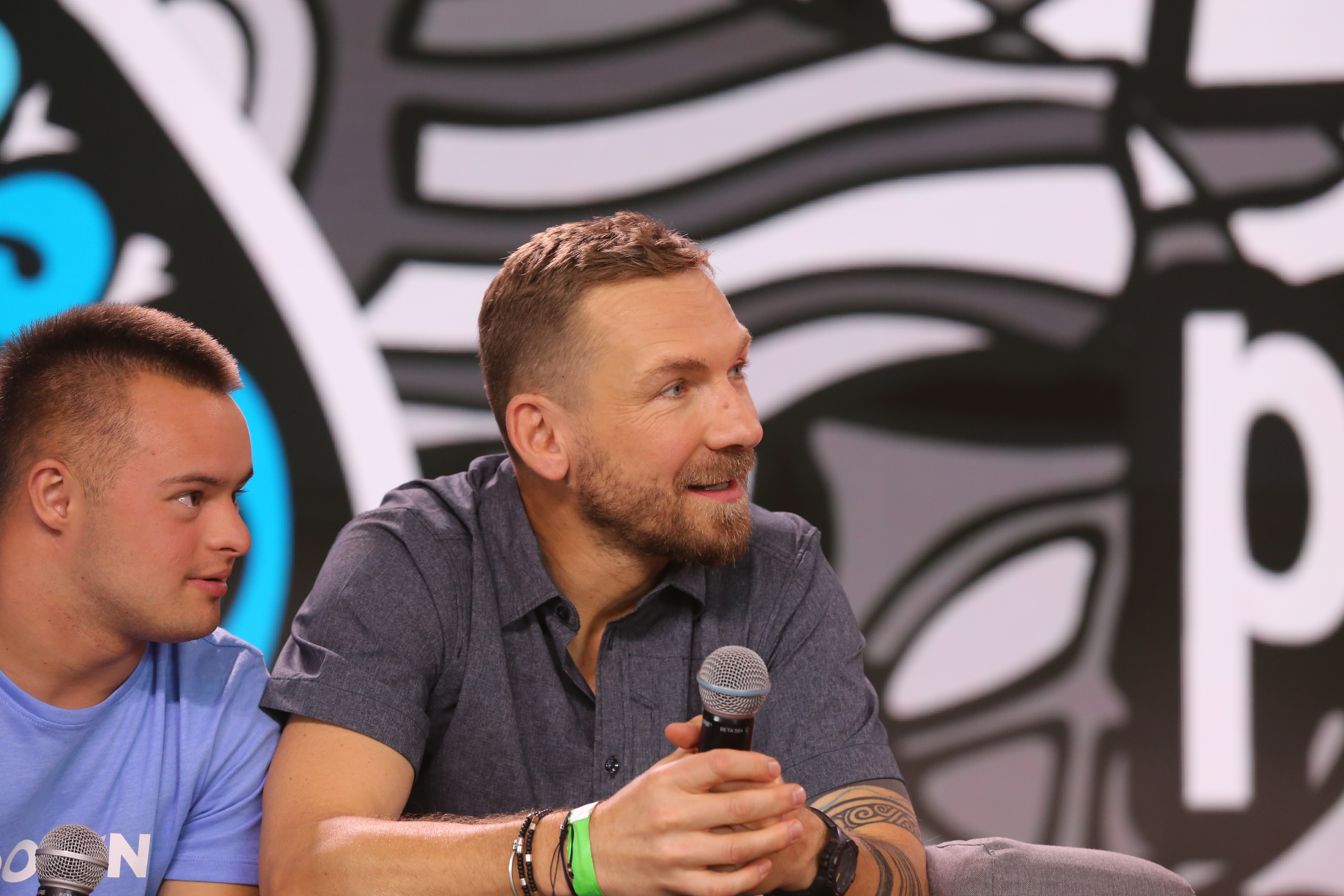
Przemysław Kossakowski
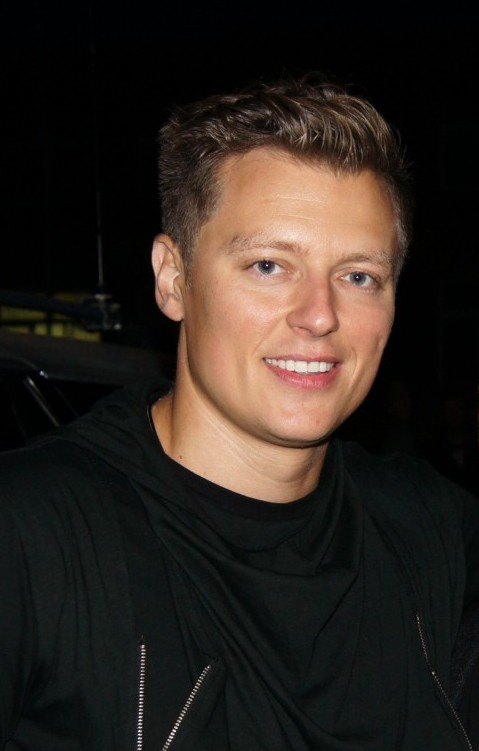
Rafał Brzozowski
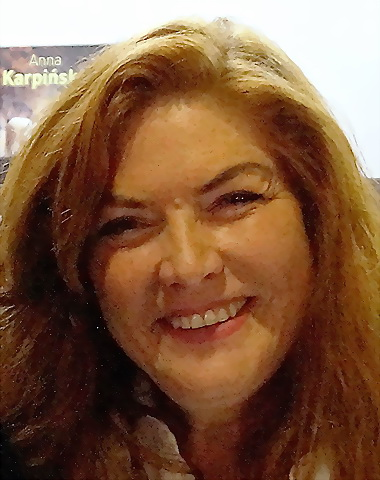
Katarzyna Dowbor
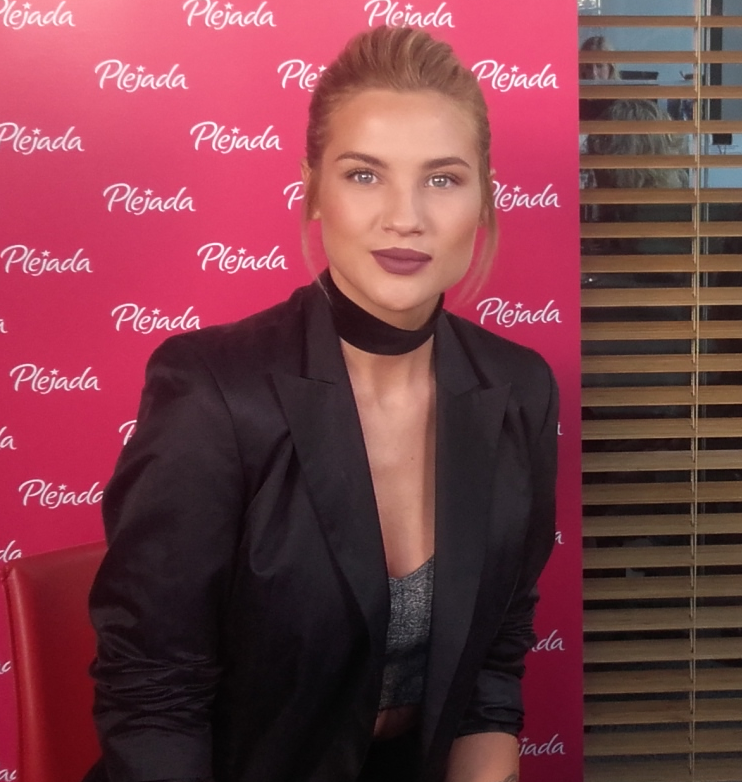
Karolina Gilon
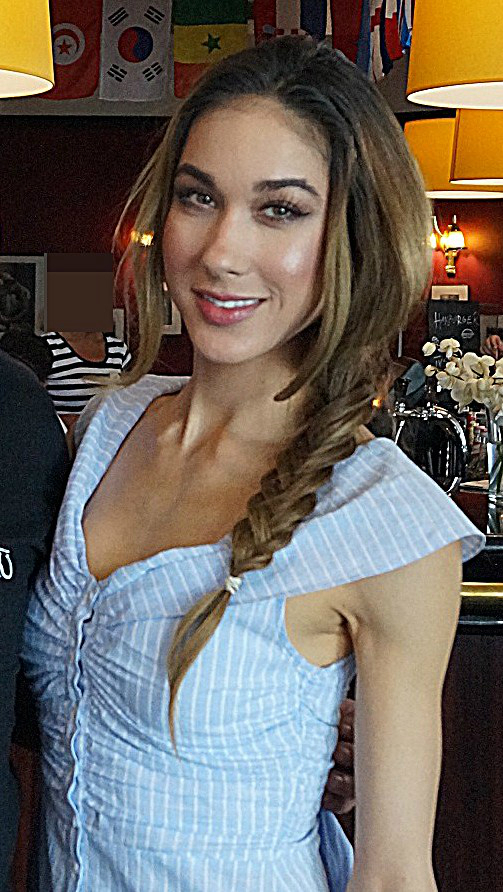
Ida Nowakowska
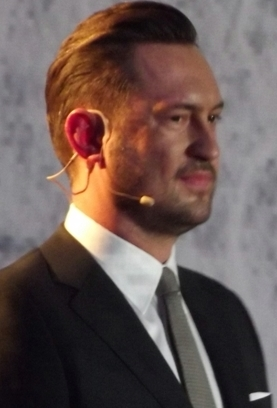
Marcin Prokop

### Prezenter informacji
- 1. Piotr Kraśko – Fakty, TVN
- 2. Rafał Patyra – Teleexpress, TVP1
- 3. Bogdan Rymanowski – Wydarzenia i zapowiedzi spikerskie, Polsat
- Grzegorz Dobiecki – Dzień na świecie, Polsat News
- Tomasz Wolny – Panorama i Pytanie na śniadanie, TVP2

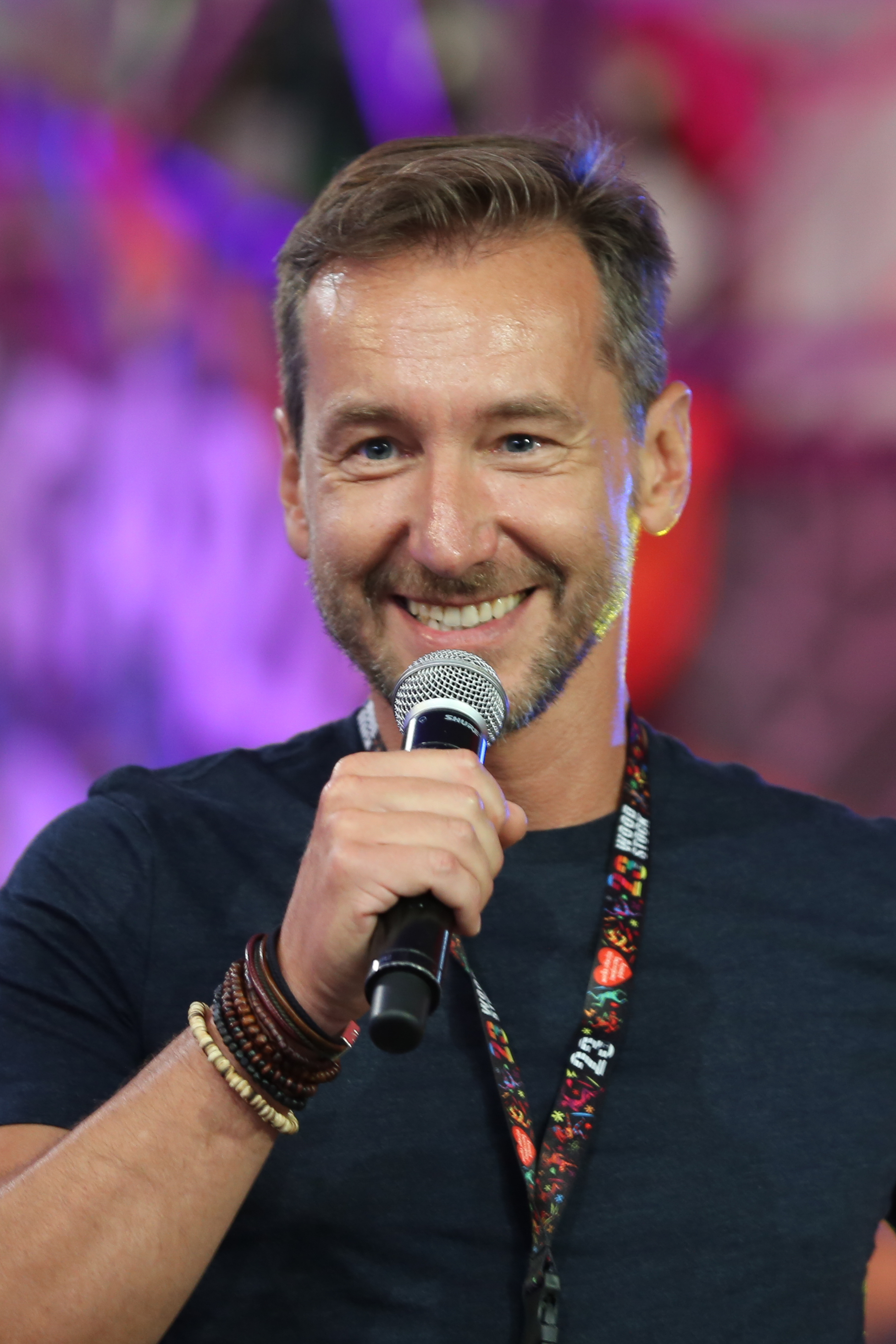
Piotr Kraśko
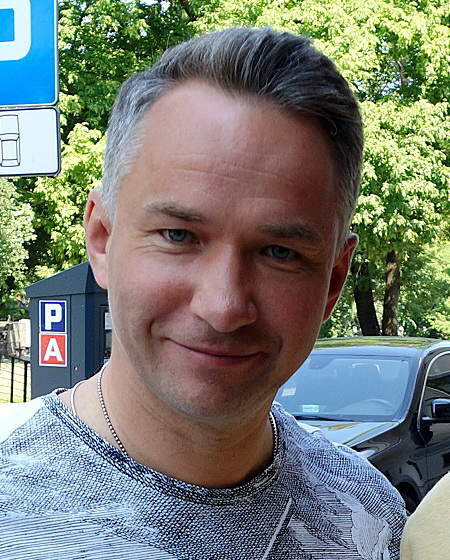
Rafał Patyra
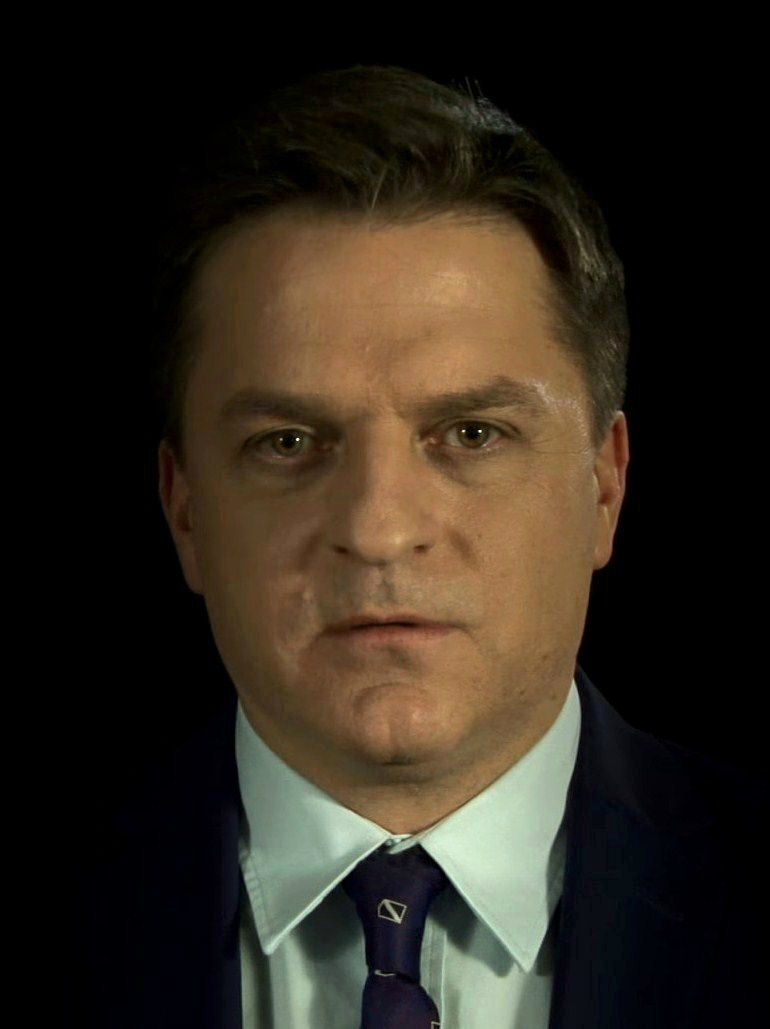
Bogdan Rymanowski
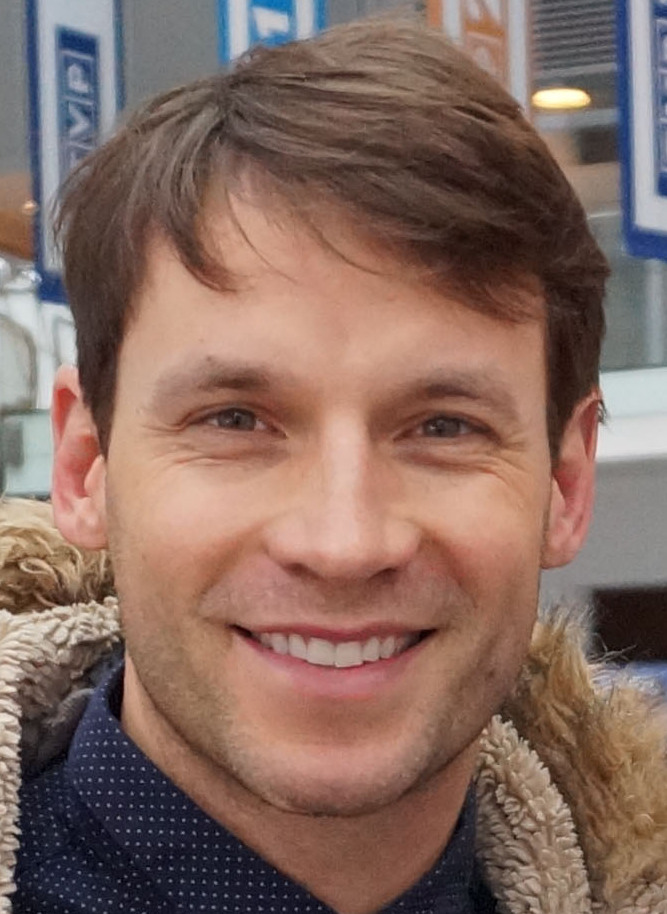
Tomasz Wolny

### Pogoda
- 1. Bartłomiej Jędrzejak – TVN
- 2. Paulina Sykut–Jeżyna – Polsat
- 3. Tomasz Zubilewicz – TVN
- Celestyna Grzebyta – TVP1
- Marzena Kawa – TVP1

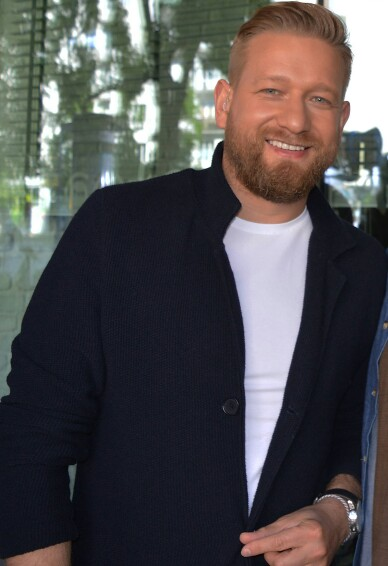
Bartłomiej Jędrzejak
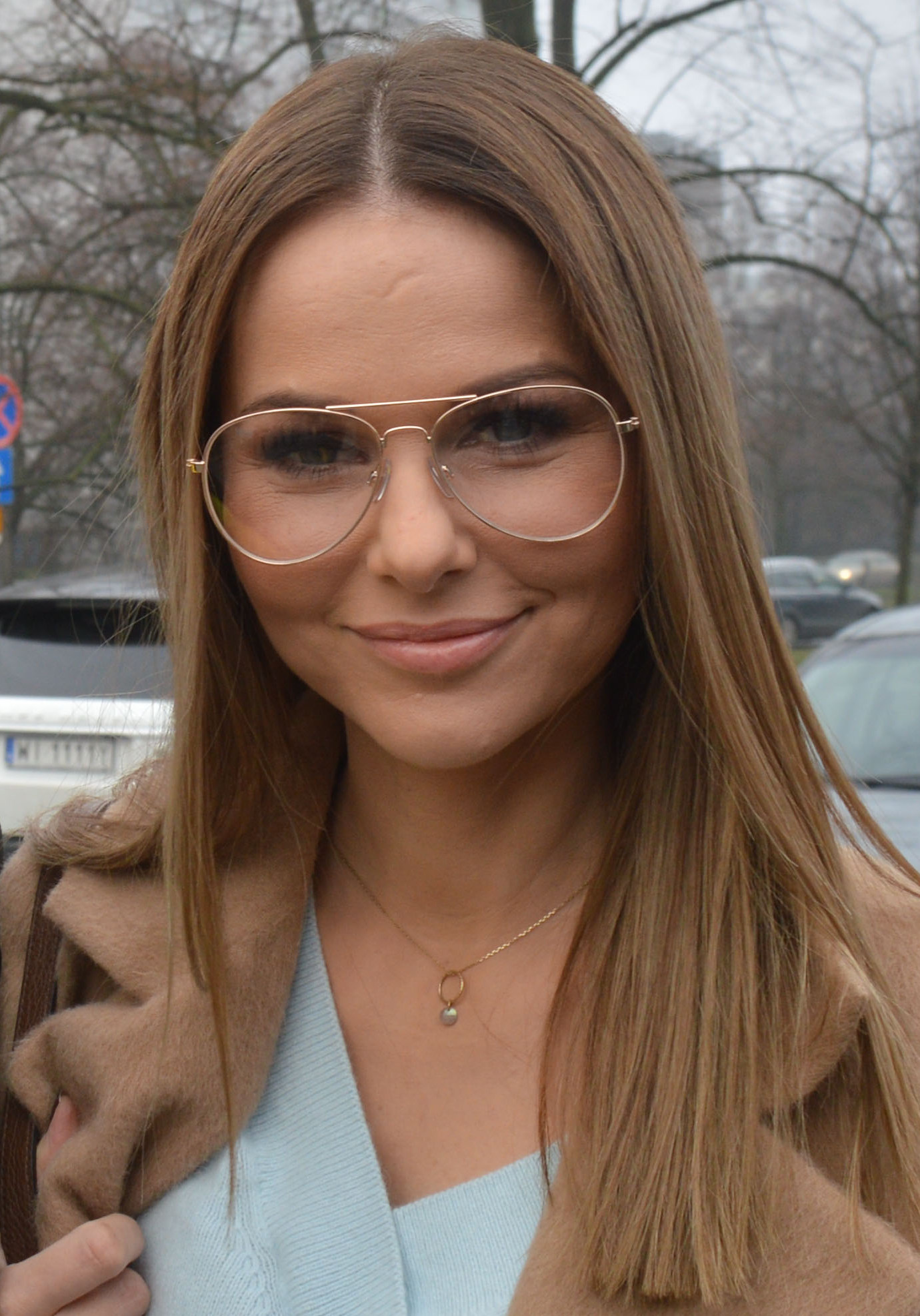
Paulina Sykut-Jeżyna
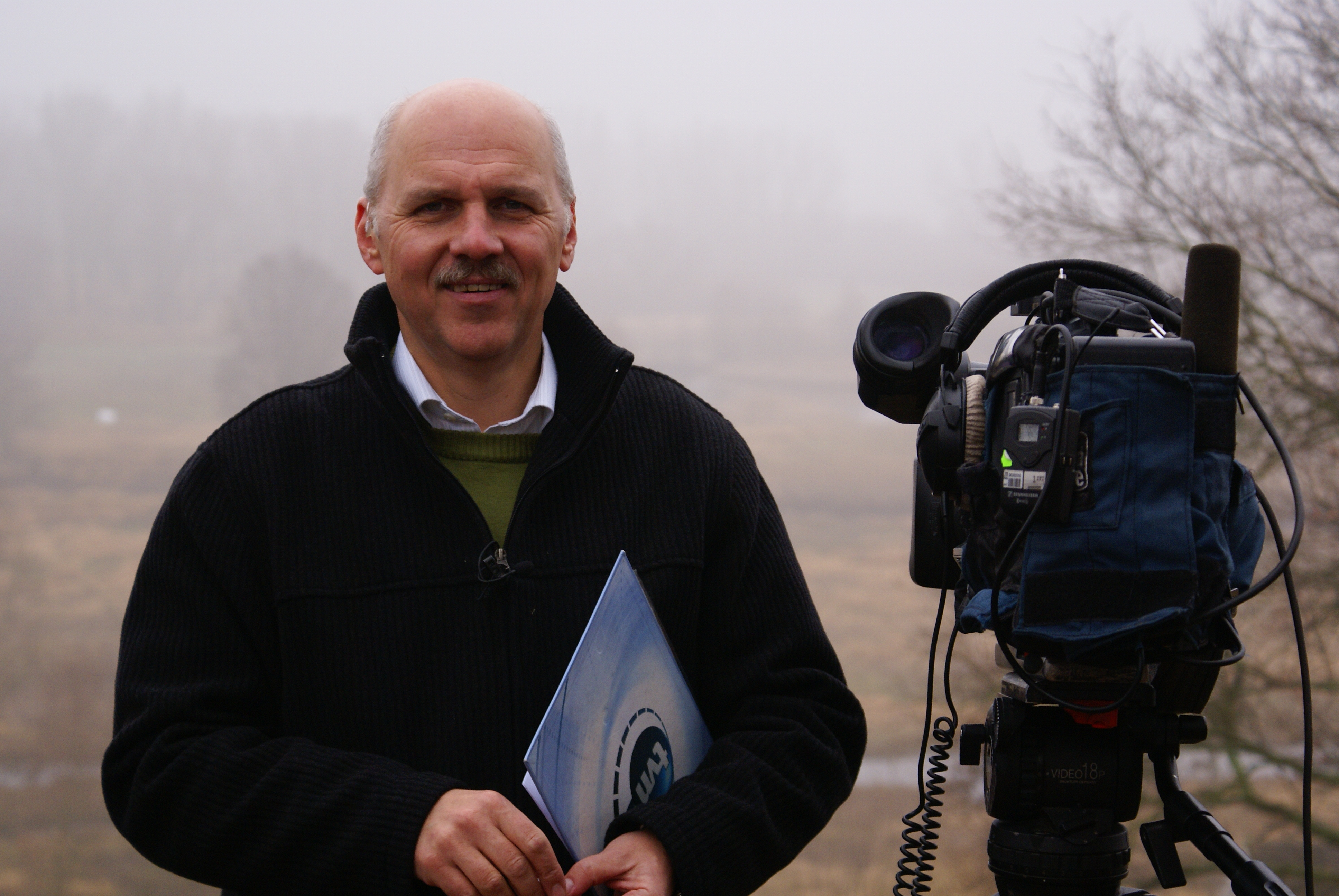
Tomasz Zubilewicz

### Sport
- 1. Jerzy Mielewski – Polsat
- 2. Sebastian Mila – TVP Sport
- 3. Sebastian Szczęsny – TVP Sport
- Sylwia Dekiert – TVP1
- Andrzej Twarowski – Canal+ Premium, nSport+

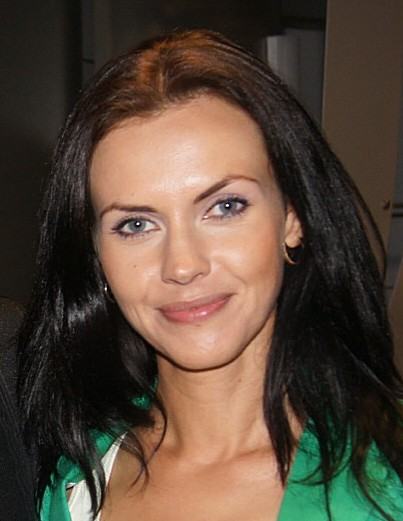
Sylwia Dekiert
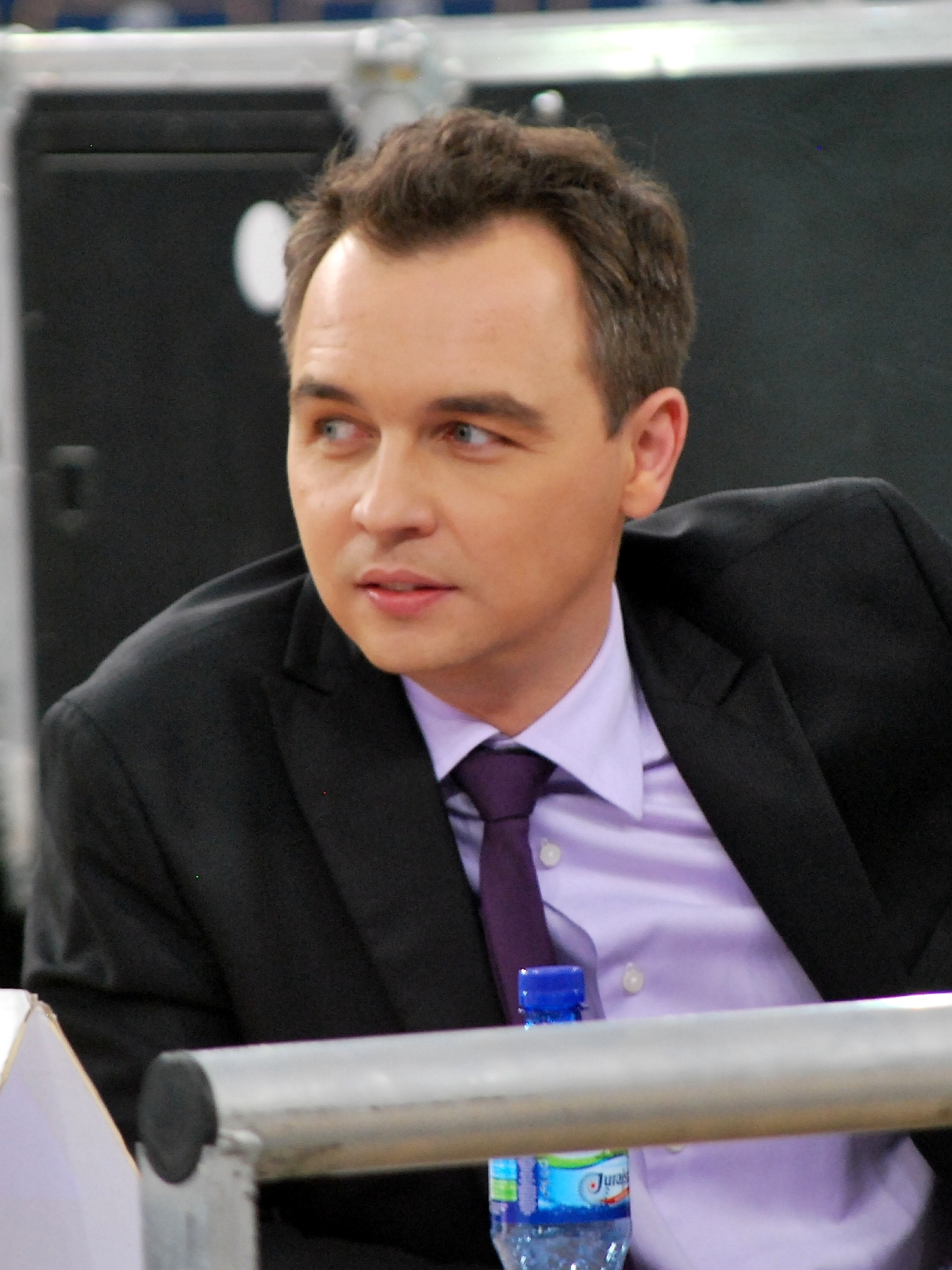
Jerzy Mielewski
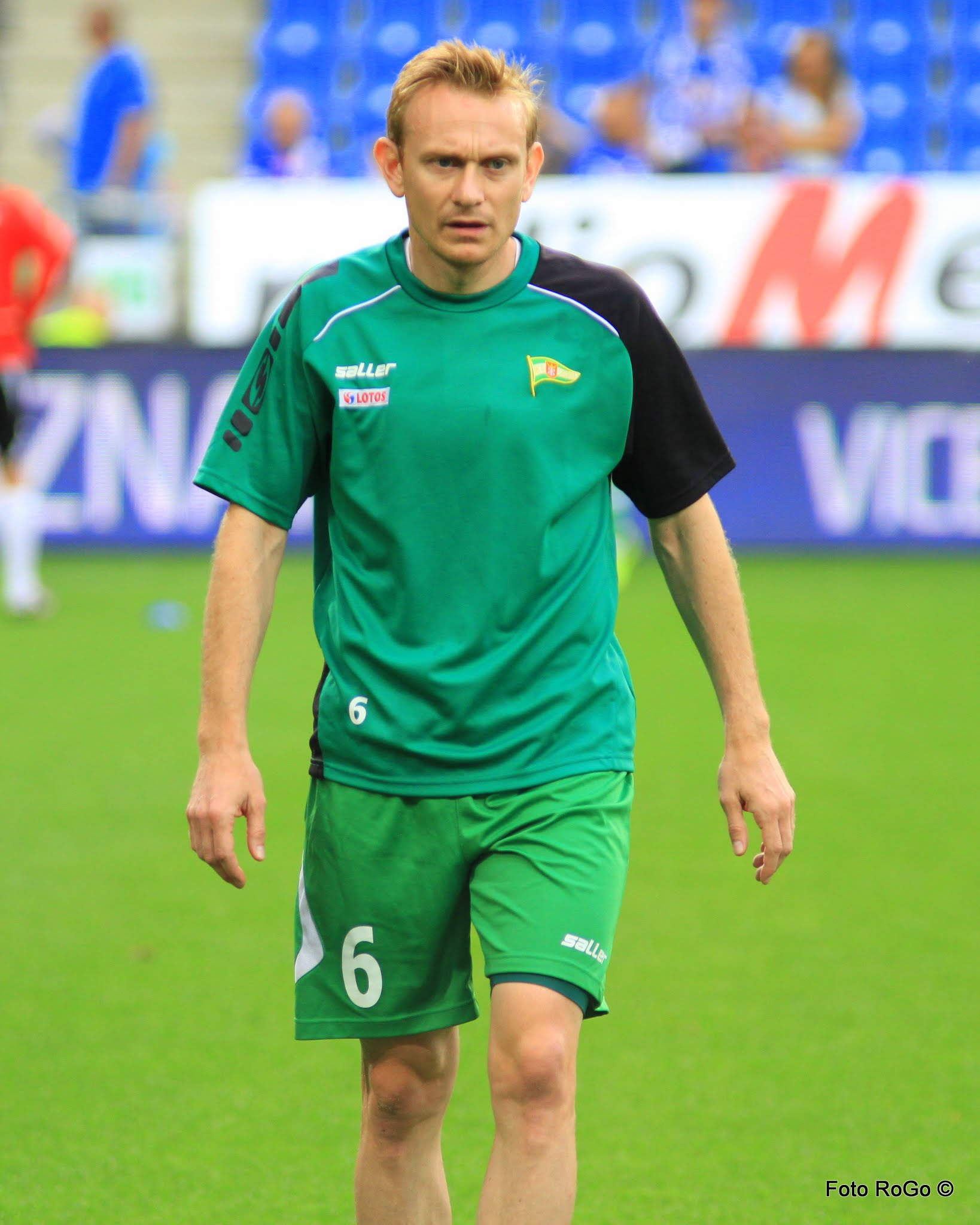
Sebastian Mila
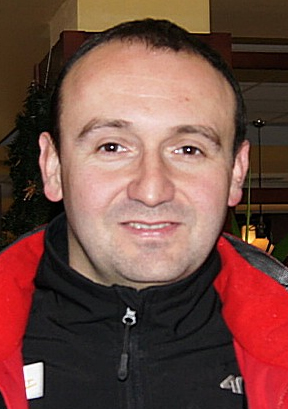
Sebastian Szczęsny

### Juror
- 1. Cleo – The Voice Kids, TVP2
- 2. Andrzej Grabowski – Dancing with the Stars. Taniec z gwiazdami, Polsat
- 3. Katarzyna Skrzynecka – Twoja twarz brzmi znajomo, Polsat
- Edyta Górniak – The Voice of Poland, TVP2
- Joanna Krupa – Top Model, TVN

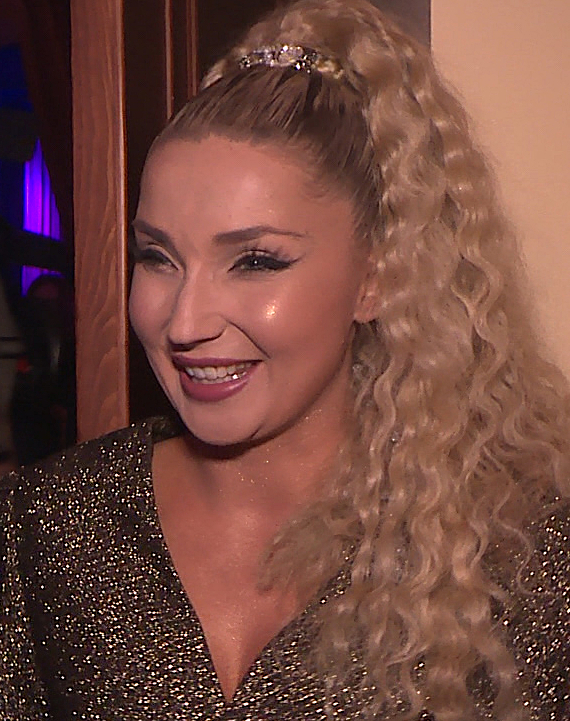
Cleo
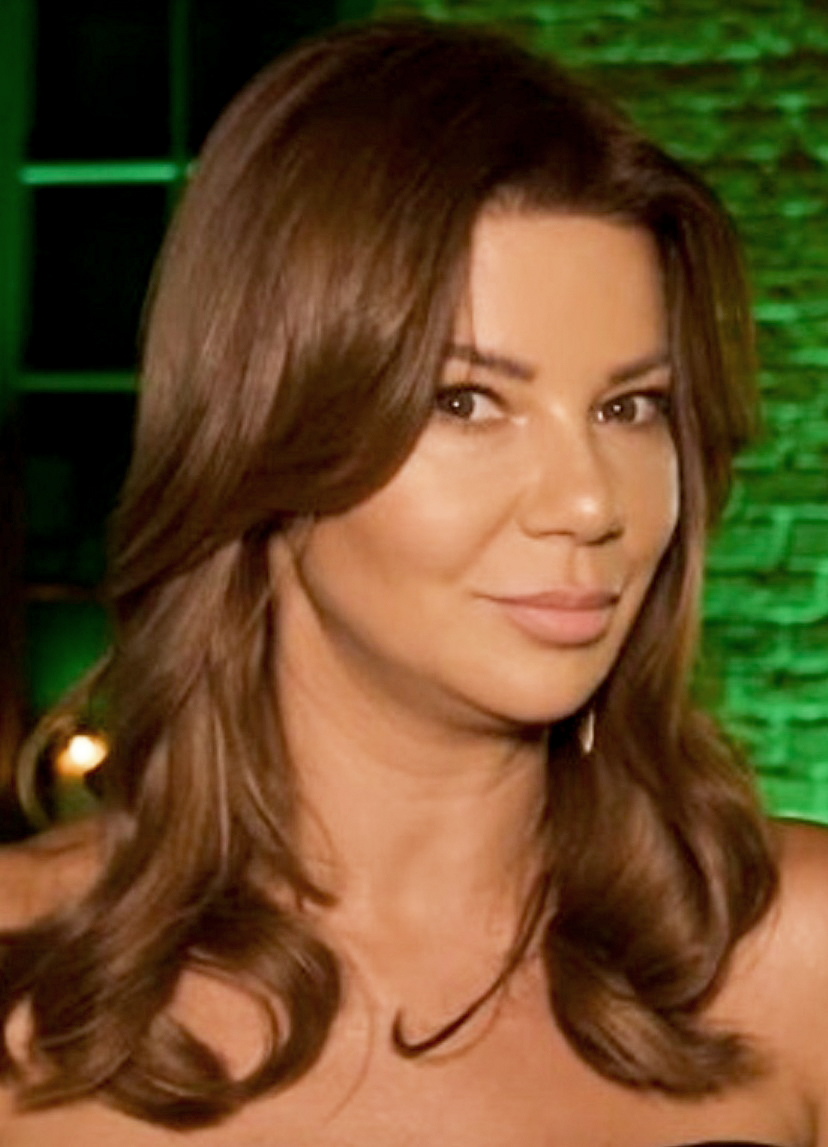
Edyta Górniak
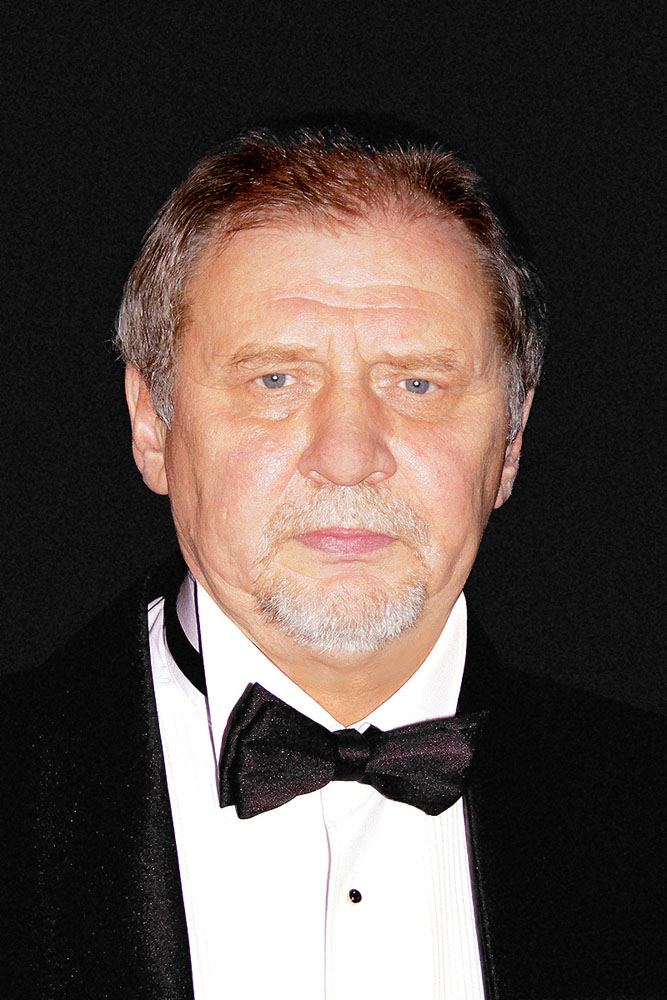
Andrzej Grabowski
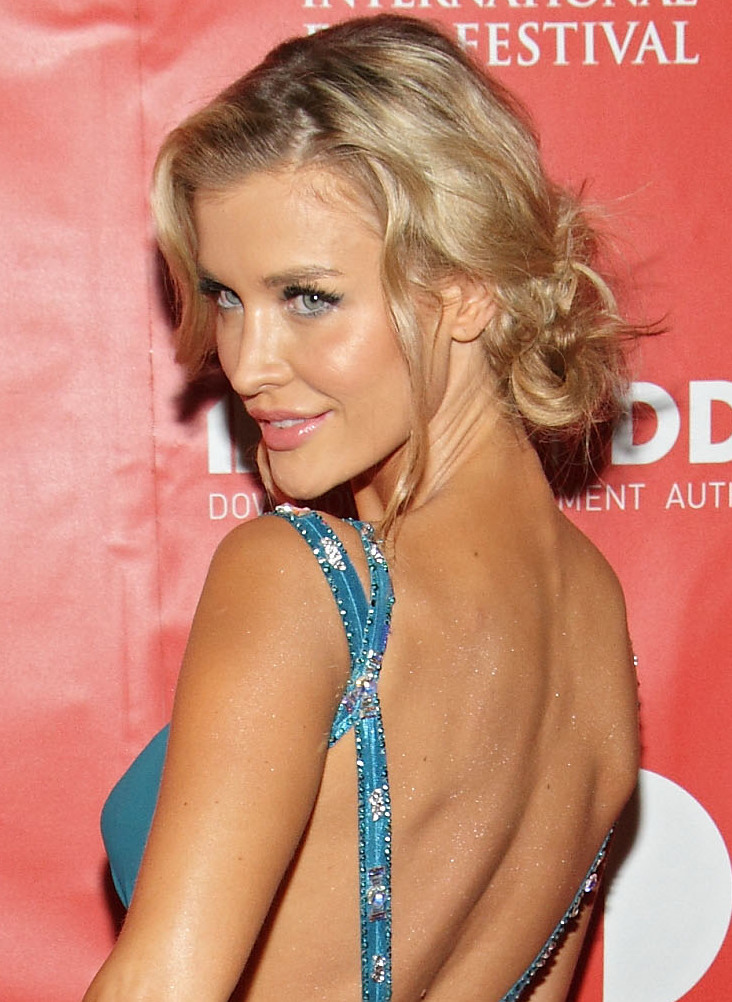
Joanna Krupa
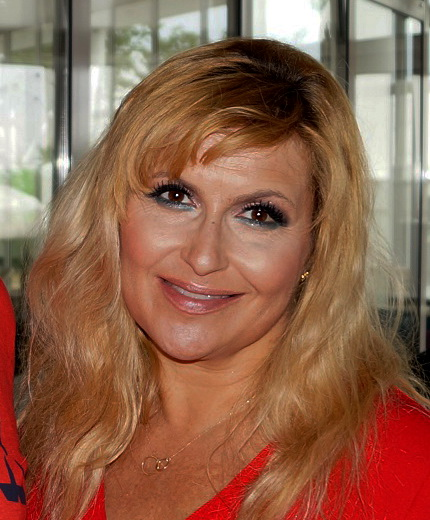
Katarzyna Skrzynecka

### Program rozrywkowy
- 1. Nasz nowy dom – Polsat
- 2. Kabaret na żywo. Klinika Skeczów Męczących – Polsat
- 3. The Voice Senior – TVP2
- Sanatorium miłości – TVP1
- Hotel Paradise – TVN 7
- Top Model – TVN

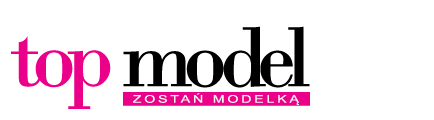
Top Model

### Serial fabularno-dokumentalny
- 1. Sprawiedliwi – Wydział Kryminalny – TV4
- 2. Gliniarze – Polsat
- 3. Kasta – TVP1
- Rodzinny interes – TV Puls
- Rozwód: Walka o wszystko – TVN

### Nagroda magazynu Netfilm
- 1. Wataha 3 – HBO GO
- 2. Gambit królowej – Netflix
- 3. Wiedźmin – Netflix
- Nowy papież – HBO GO
- The Boys 2 – Amazon

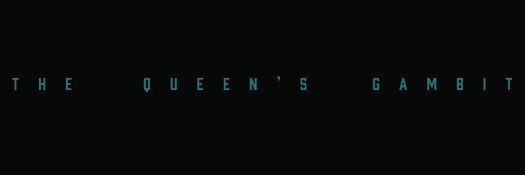
Gambit królowej
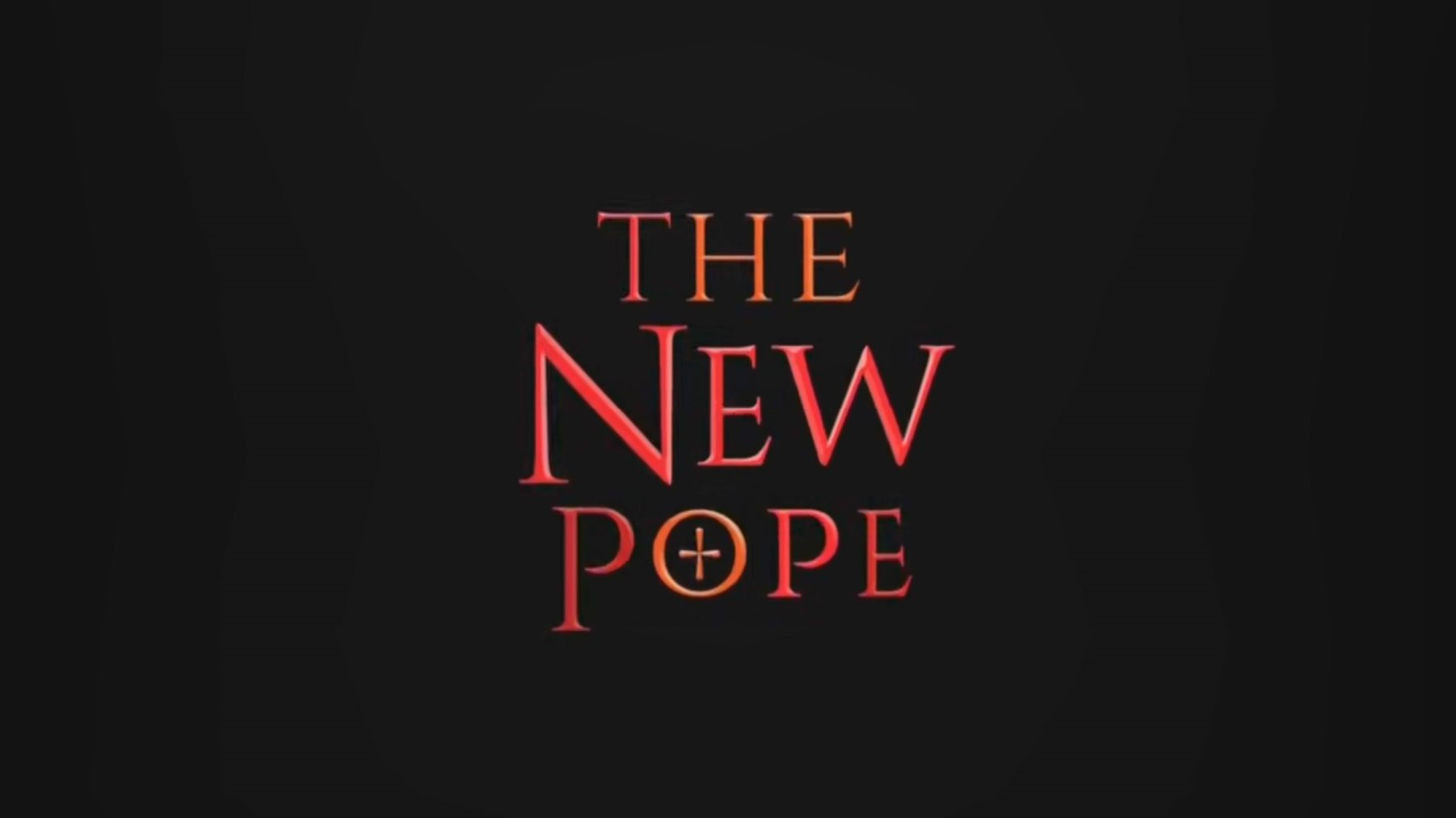
Nowy papież

### Człowiek Roku
- Iga Świątek

### Produkcja Roku
- #Hot16 Challenge

### Specjalne Telekamery
- Król
- TVP Kultura

## Złota Telekamera
- Lombard. Życie pod zastaw

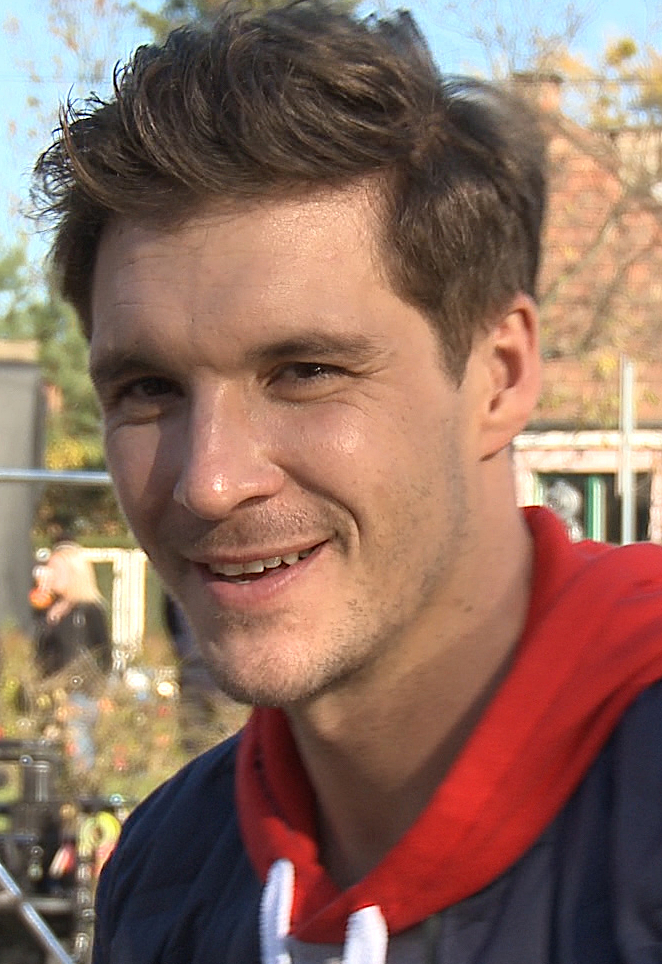
Mikołaj Roznerski

- Mikołaj Roznerski